# 수브라타 폴
수브라타 폴(Subrata Pal, 1986년 11월 24일 ~ )은 인도의 전직 축구 선수로 현역 시절 골키퍼로 활동했다.

## 선수 경력

### 클럽
2004년 모훈 바간 AC에서 선수 생활을 시작한 이후 2021년까지 덴마크의 FC 베스트셀란에서 임대 선수로 활동을 했던 2014년을 제외하고 주로 인도에서만 활동하는 동안 프로 통산 219경기를 소화하며 SC 이스트 벵골의 2007년 페더레이션컵 우승, 푸네 FC의 I리그 2009-10 시즌 리그 3위 등에 공헌했다.

### 국가대표팀
2007년 인도 A대표팀 첫 발탁 이후 국제 A매치 통산 67경기를 소화하며 네루컵 2회 연속 우승(2007년, 2009년), 2008년 AFC 챌린지컵 우승 등에 기여했고 2011년 AFC 아시안컵에서는 비록 팀은 3전 전패·C조 최하위로 조별리그에서 탈락했지만 이 기간 동안 16번의 슈퍼세이브를 비롯해 35번의 세이브를 기록하는 투혼을 발휘했다.